# Presidentvalet i USA 1844
Presidentvalet i USA 1844, som hölls mellan fredagen den 1 november och onsdagen den 4 december 1844, var det 15:e presidentvalet i USA:s historia. Demokratiska partiet nominerade James K. Polk, Whigpartiet Henry Clay och abolitionistiska Liberty Party James G. Birney. Joseph Smith förde valkampanj som obunden men blev mördad redan före valet. Polk och vicepresidentkandidaten George M. Dallas vann knappt mot Clay och Theodore Frelinghuysen. Polks vinnande kampanj byggde på tanken att USA var förutbestämt att expandera västerut. Ideologin kom senare att kallas Manifest Destiny.

## Bakgrund

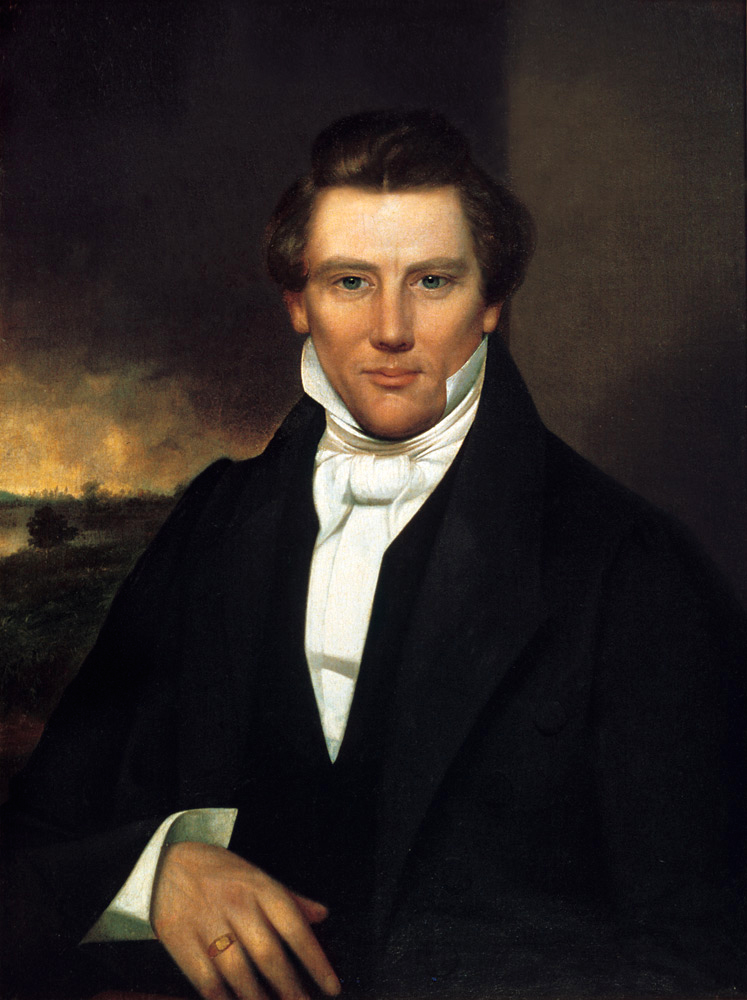
Mormonkyrkans grundare Joseph Smith hade anmält sin kandidatur men blev mördad före valet.

President John Tyler övervägde att ställa upp för ett tredje parti. Han hade redan tidigare lämnat demokraterna innan han kandiderade som whigpartiets vicepresidentkandidat i 1840 års presidentval. Han hade tillträtt som president 1841 efter William Henry Harrisons död men blev övergiven av whigs senare samma år på grund av att de inte uppskattade hans politik. Tyler hade regerat som partilös och tackade först ja när ett nationaldemokratiskt parti grundades som nominerade honom i maj 1844 med annekteringen av Texas som viktigaste punkt på partiprogrammet. Tyler drog sig ur i augusti 1844 och det nya partiets kampanj strandade med detsamma. Någon vicepresidentkandidat hade det aldrig nominerats för Tyler.
Mormonkyrkans grundare Joseph Smith hade meddelat sin kandidatur i valet och även han ville annektera Texas plus andra stora landområden i väst. Han tog dock ställning emot nya slavstater. Smith mördades den 27 juni 1844.
Medan Tyler drog sig ur och Smith blev mördad, framträdde demokraten James K. Polk som ledande förespråkare för annekteringen av Texas som dessutom stod för en hård linje i Oregonfrågan. Whigkandidaten Clay gick med på att stödja Texas inträde i USA men endast på fredlig väg.

## Resultat
| Presidentkandidat | Partitillhörighet | Hemdelstat | Röster(a) | Röster(a) | Elektorsröster | Medkandidat            | Hemdelstat   |  |
| Presidentkandidat | Partitillhörighet | Hemdelstat | Antal     | Andel     | Elektorsröster | Medkandidat            | Hemdelstat   |  |
| ----------------- | ----------------- | ---------- | --------- | --------- | -------------- | ---------------------- | ------------ |  |
| James K. Polk     | Demokrat          | Tennessee  | 1 339 494 | 49,5 %    | 170            | George M. Dallas       | Pennsylvania |  |
| Henry Clay        | Whig              | Kentucky   | 1 300 004 | 48,5 %    | 105            | Theodore Frelinghuysen | New York(b)  |  |
| James G. Birney   | Liberty Party     | New York   | 62 103    | 2,3 %     | 0              | Thomas Morris          | Ohio         |  |
| Övriga            |                   |            | 2 058     | 0,1 %     | –              | Övriga                 |              |  |
| Totalt            | Totalt            | Totalt     | 2 703 659 | 100 %     |                | 275                    |              |  |

(a) South Carolina ingår inte i röstetalet, eftersom där valdes elektorerna av delstatens lagstiftande församling istället för folkval.
(b) Frelinghuysen hade tidigare varit politiskt verksam i New Jersey men var vid tidpunkten av valet rektor för New York University.